# El presidente de la república paseando a caballo en el bosque de Chapultepec
El presidente de la república paseando a caballo en el bosque de Chapultepec (Le président en promenade, títol original en francès) és un curtmetratge mut fet per Gabriel Veyre i Claude Ferdinand Bon Bernard el 1896. És considerada la primera pel·lícula rodada en Mèxic. S'hi mostra al llavors president Porfirio Díaz muntant a cavall acompanyat d'alguns dels seus ministres.
Gabriel Veyre era director tècnic de la companyia Lumiere i Claude Ferdinand Bon Bernard el concessionari autoritzat pels Lumiere per a explotar comercialment el cinematògraf a Mèxic. Tots dos van presentar al castell de Chapultepec una funció privada per a Porfirio Díaz, la seva família i unes 40 persones, el 6 d'agost de 1896. Aquesta funció va ser un èxit, i es va prolongar fins a la una del matí del 7 d'agost. Seria llavors la primera exhibició del cinematògraf al país.
Després de l'exhibició, Vieyre hauria realitzat la presa de Díaz al bosc de Chapultepec. No se sap amb exactitud en què data van ser fetes ni en què part del bosc va ocórrer el rodatge, però per al 16 d'agost de 1896, una carta de Vieyre a la seva mare consignava haver-ho fet.
El curtmetratge va ser estrenat el 27 d'agost al Castell de Chapultepec. En aquesta mateixa funció van presentar dues altres sessions de 13 vistes cadascuna d'altres pel·lícules existents com a Disgusto de niños i Tocinería de Chicago.